# Grupp (flyg)

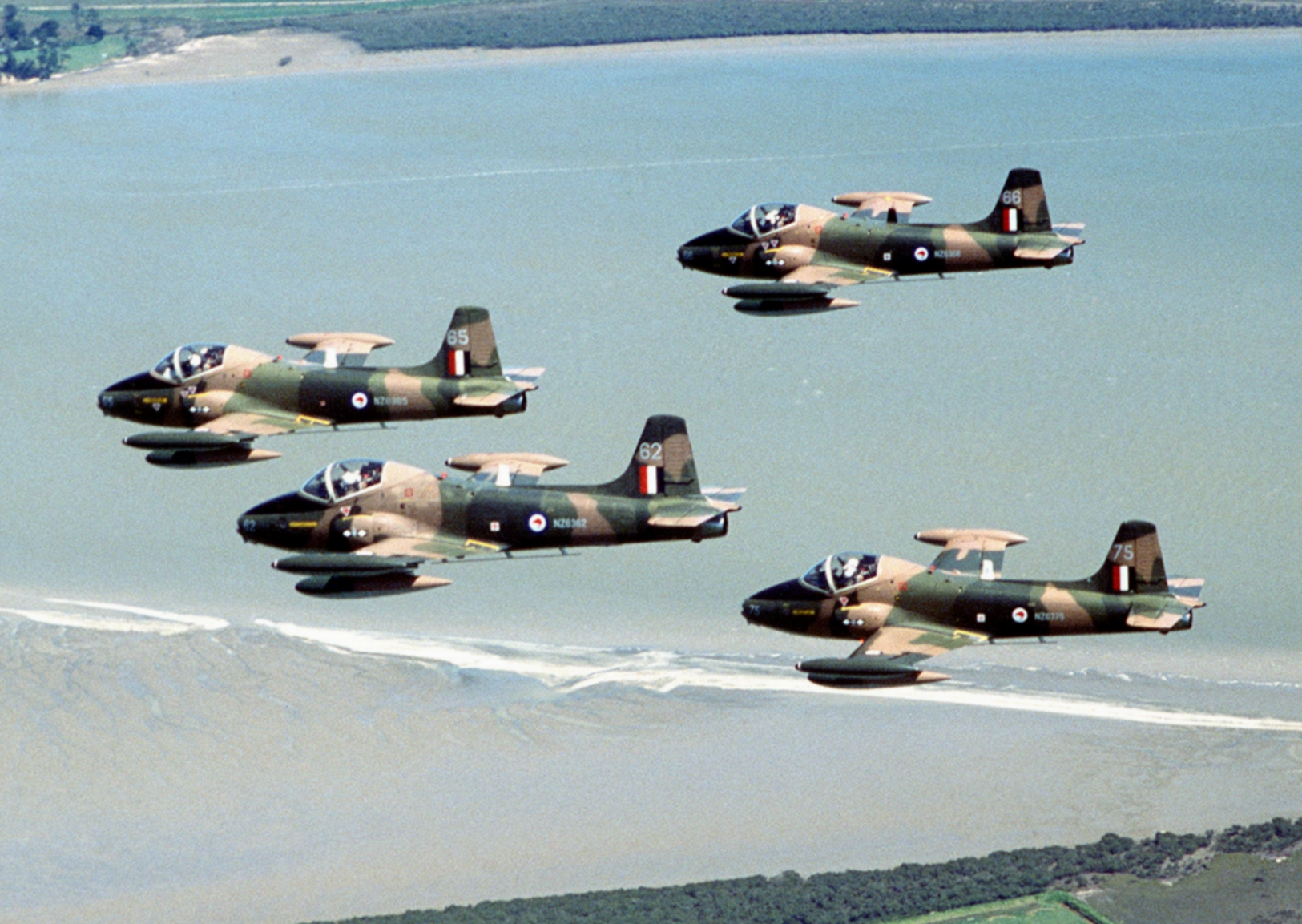
Grupp nyzeeländska BAC Strikemasters.

Grupp (engelska: flight, tyska: Schwarm) är en formationsenhet som används inom militärflyget och består av fyra luftfartyg (flygplan/helikoptrar) bildade av två rotar (formationsenhet om två flygplan), vardera med en "roteetta" samt en "rotetvåa", där ena ettan är gruppchef samt leder formationen.
Formationsenheten är praktiskt eftersom den kan delas upp i två rotar vid behov där vardera rote har en roteetta som kan leda vidare. Rotarna kan ytterligare vid behov delas upp i två självständiga flygplan. Konceptet ger hög flexibilitet under uppdrag, särskilt för jaktflyg.

## Varianter
Det finns även asymmetriska formationsenheter vid namn grupp, förlett av ett löpnummer som indikerar antalet flygplan:
- Tregrupp – grupp om tre flygplan: gruppetta (gruppchef), grupptvåa, grupptrea
- Fyrgrupp – grupp om fyra flygplan: gruppetta (gruppchef), grupptvåa, grupptrea, gruppfyra
- Femgrupp – grupp om fyra flygplan: gruppetta (gruppchef), grupptvåa, grupptrea, gruppfyra, gruppfemma

Principen är mindre flexibel än en symmetrisk enhet efter rote men är mer praktisk för markanfall och liknande: attackgrupp, bombgrupp, spaningsgrupp. Formationen kan anta olika former, såsom led eller pilformation.